# Johann Georg Albrechtsberger
Johann Georg Albrechtsberger   (Klosterneuburg, 3 de febrer de 1736 - Viena, 7 de març de 1809) AFI [ʝoˌɦan geˈˀɔʁkʿ ˈʔalbʀɛçt͡sˌb̥ɛʁgɐ], fou un organista i compositor austríac.
A l'edat de 7 anys ja era nen cantor de la seva ciutat nadiua. Començà els estudis musicals a l'abadia de Melk i de filosofia en un seminari jesuïta a Viena. Estudià composició amb l'organista de la Cort, Moan, convertint-se en un dels contrapuntistes més doctes i experts de la seva edat.
Albrechtsberger sobresortí en primer lloc entre els artistes alemanys del segle xviii, i va tenir l'honor de ser el mestre de Beethoven i, de molts altres alumnes, que més tard serien bons músics. Durant la seva carrera fou successivament organista de Raaf, Maria Tagerl, Moelk, de la cort de Viena (1772), director del cor del convent de Carmelites i mestre de capella de la catedral de la Catedral de Sant Esteve (1792) fins a la seva mort.
Al redós de 1765, Alberchtsberger escriví almenys 7 concerts per a arpa de boca (o arpa jueva), mandola i cordes, de les que 3 es conserven en una biblioteca de Budapest. Malgrat les peculiaritats de l'arpa de boca com a instrument musical, són composicions elegants i molt ben escrites. Són potser les obres més conegudes d'Albrechtsberger.
Malgrat deixar nombroses composicions de música sagrada i profana, entre elles 26 misses, oratoris i música de cambra, tals com: La Invenció de la Creu, Els pelegrins del Golgota, El naixement de Jesucrist, etc., llur personalitat sobresurt més, com a teòric i didàctic. Sota aquest concepte escriví: Gründliche Einweisung zur Composition (Leipzig, 1790), traduïda al francès per Choron (París, 1790), amb el títol de Méthode élémentaire de composition, la qual destaca entre les millors obres del seu gènere, que substituí en totes les escoles el Tractat de la fuga, de Marpurg, i al Gradus ad Parnassum, de Fux; generalbasschule (1792); etc., etc. Les obres didàctiques d'Albrechtsberger, reunides pel cavaller de Seyfried, es publicaren amb el títol de Albrechtsberger's sämmtliche Schriften. Fou membre de les Acadèmies de Música de Viena i Estocolm.

## Alumnes
- Johann Gänsbacher,[1]
- Joseph Preindl,[2]
- Eybler, de Fuss,
- Kraft,
- Joseph Triebensee,
- Johann Nepomuk Hummel
- Conradin Kreutzer,
- Joseph Strauss,[3]
- Ferdinand Ries,
- Wenzel Gallenberg
- del moravià Franz Raab,
- Ignaz von Seyfried,
- Thaddaeus Weigl.[4]